# Notre-Dame-de-la-Salette
Notre-Dame-de-la-Salette è un comune del Canada, situato nella provincia del Québec, nella regione di Outaouais.